# Feliks Parnell
Feliks Parnell, właśc. Feliks Jan Grzybek (ur. 13 grudnia 1898 w Warszawie, zm. 4 kwietnia 1980 w Łodzi) – polski tancerz i choreograf.

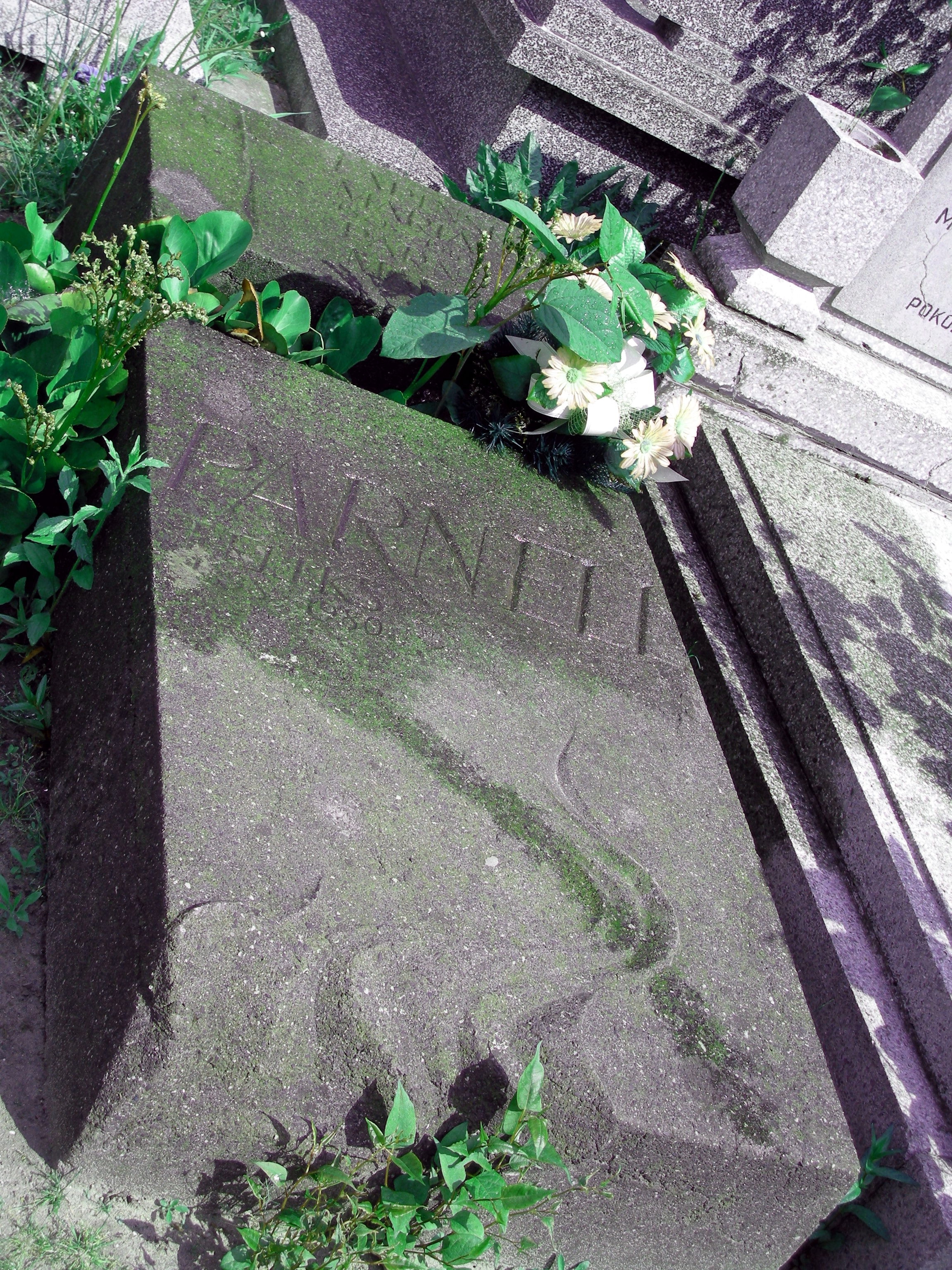
Nagrobek Feliksa Parnella na łódzkim cmentarzu św. Józefa przy ulicy Ogrodowej

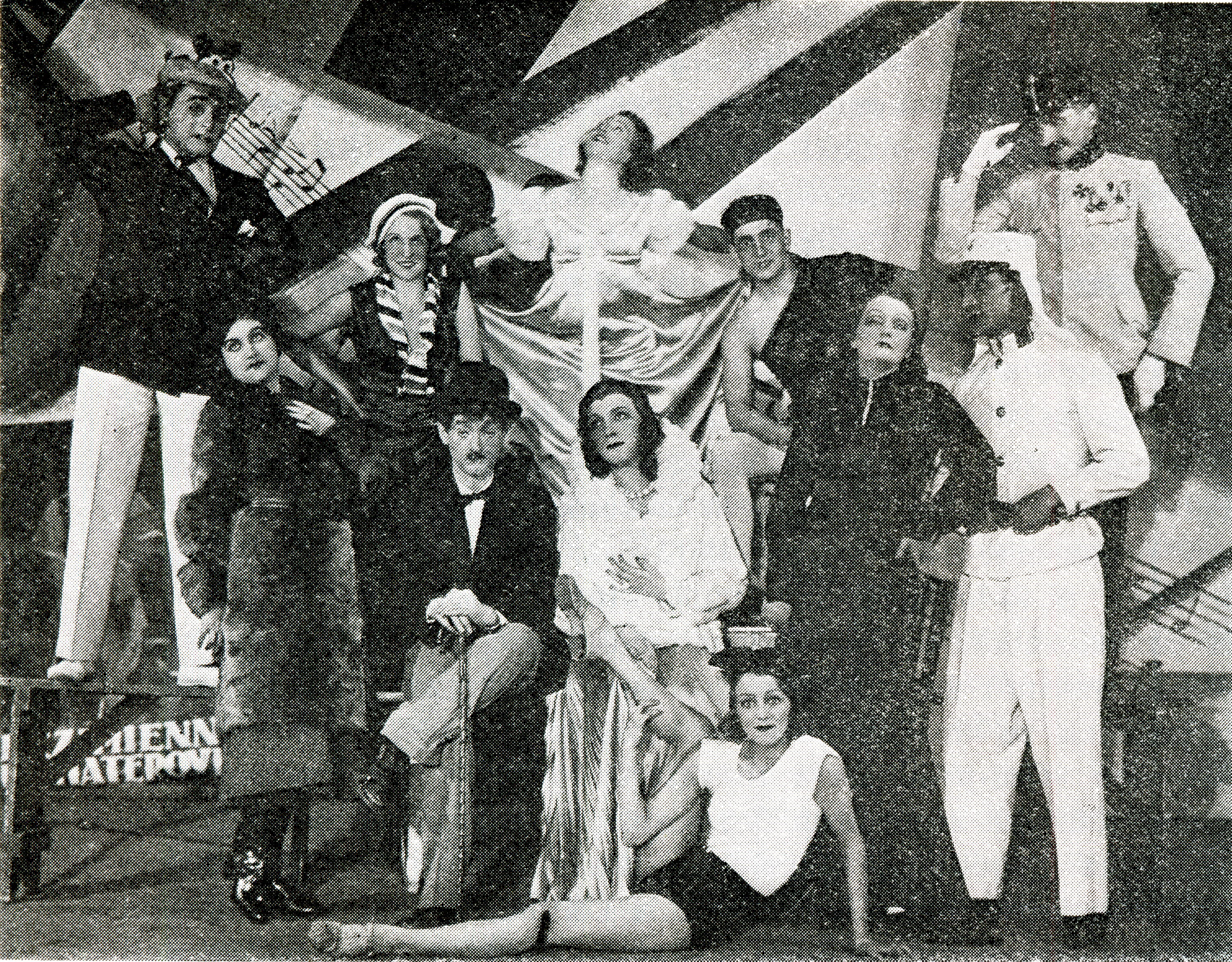
Rewia Przez dziurkę od klucza w teatrze „Morskie Oko”, scena finałowa pt. Parada gwiazd. Od lewej stoją: Michał Halicz jako Harry Peel, Stanisława Karlińska - Jadwiga Smosarska, Ola Obarska - amerykańska gwiazda, Zizi Halama - Lilian Harvey, Tadeusz Laskowski - Ramon Novarro, Irena Skwierczyńska - Greta Garbo, Feliks Parnell - Gary Cooper, Michał Tatrzański - Vlasta Burian. Siedzą: Ludwik Sempoliński jako Charlie Chaplin, Janina Sokołowska - Jeanette MacDonald, Elżbieta Antoszówna - Miki Mouse

## Kariera

### Młodość
Był synem ogrodnika i kwiaciarki. Od 1910 uczęszczał do szkoły baletowej w Warszawie. Od początku wykazywał talent i był angażowany do wstawek baletowych i ról epizodycznych. W 1915 ukończył edukację i wyjechał do Odessy, gdzie dwa lata później był już samodzielnym choreografem. Często wyjeżdżał na tournée po innych miastach Rosji, podczas kilku z nich zetknął się z Michaiłem Mordkinem i Michaiłem Fokinem, co przyniosło znajomość i współpracę, która miała wpływ na jego karierę. W 1921 powrócił do Warszawy i rozpoczął karierę, która trwała do 1962. Do 1939 występował w większości warszawskich teatrów, scen baletowych i kabaretowych. W latach 1927–1930 był choreografem i solistą Teatru Wielkiego, równocześnie występował w Teatrze Polskim i Teatrze im. Bogusławskiego.

### Balet Parnella
W 1934 Feliks Parnell zorganizował własny zespół taneczny, który składał się z dziesięciu tancerzy. Formacja ta była znana jako Balet Parnella, a poza granicami kraju pod nazwą Ballet Polonais de Parnell. Trasy tournée obejmowały wszystkie kraje Europy, a występy odbywały się w wielu miastach. O kunszcie tańca świadczy złoty medal zdobyty przez balet Parnella w Niemczech podczas olimpiady tanecznej w 1936.

Balet Feliksa Parnella

### Lata II wojny światowej
W sierpniu 1939 Feliks Parnell zainicjował powstanie nowej sceny, którą był teatr Tip-Top. Mimo wybuchu wojny i zakazu występów wydanego przez państwo podziemne teatr funkcjonował jako jawna placówka kulturalna zmieniając nazwę na Nowości. Tam i w teatrzyku Miniatury Parnell uczył tańca i pracował nad układami baletowymi. Nie kolaborował z okupantem, był oddany baletowi i chciał tworzyć sztukę.

### Po 1945
Od 1945 do 1946 razem z odtworzonym zespołem baletowym występował w Polsce na deskach wielu scen. W 1947 otrzymał angaż choreografa w Ludowym Teatrze Muzycznym w Warszawie. W tym roku, na deskach teatru „Roma” w Warszawie, zaprezentował szokujący tematem, formą i czasem występu balet inspirowany tematyką obozów koncentracyjnych. Wywołało to uszczypliwe uwagi felietonisty „Rzeczpospolitej”, który przypomniał, że w tym samym czasie odbywa się „proces oświęcimski” w Krakowie, załogi tego obozu.
Dwa lata później został kierownikiem artystycznym Opery Wrocławskiej. W późniejszych sezonach pracował w Poznaniu i Szczecinie. Ostatecznie osiadł w Łodzi, gdzie pracował jako choreograf w tamtejszej operze (Teatr Wielki) i operetce (Teatr Muzyczny w Łodzi). Tym niemniej gościnnie występował w warszawskim Teatrze Wielkim, gdzie występem w Tańcach Połowieckich (1962) zakończył karierę taneczną. Mimo że dwa lata później przeszedł na emeryturę to nadal był twórcą układów choreograficznych do filmów i przedstawień.
Wystąpił w filmach Młodość Chopina (1951) oraz Spotkanie na Atlantyku (1980).
Zmarł 4 kwietnia 1980 roku w Łodzi i został pochowany na Starym Cmentarzu przy ul. Ogrodowej w Łodzi.

## Życie prywatne
Trzykrotnie żonaty, pierwszą żoną była Rosjanka Wiera Pawliszczewa, drugą Zizi Halama, a trzecią Maria Łapińska. Ojciec realizatorki telewizyjnej Marii Parnell (ur. 1948) i operatora Feliksa Parnella (ur. 1953).

## Wyróżnienia i odznaczenia
- Złoty Krzyż Zasługi (7 sierpnia 1939)[5]

- Nagroda Ministra Kultury i Sztuki (1964)[potrzebny przypis]
- Nagroda m. Łodzi za działalność artystyczną w dziedzinie baletu (1979)[potrzebny przypis]

## Upamiętnienie
Feliks Parnell jest patronem Ogólnokształcącej Szkoły Baletowej w Łodzi.

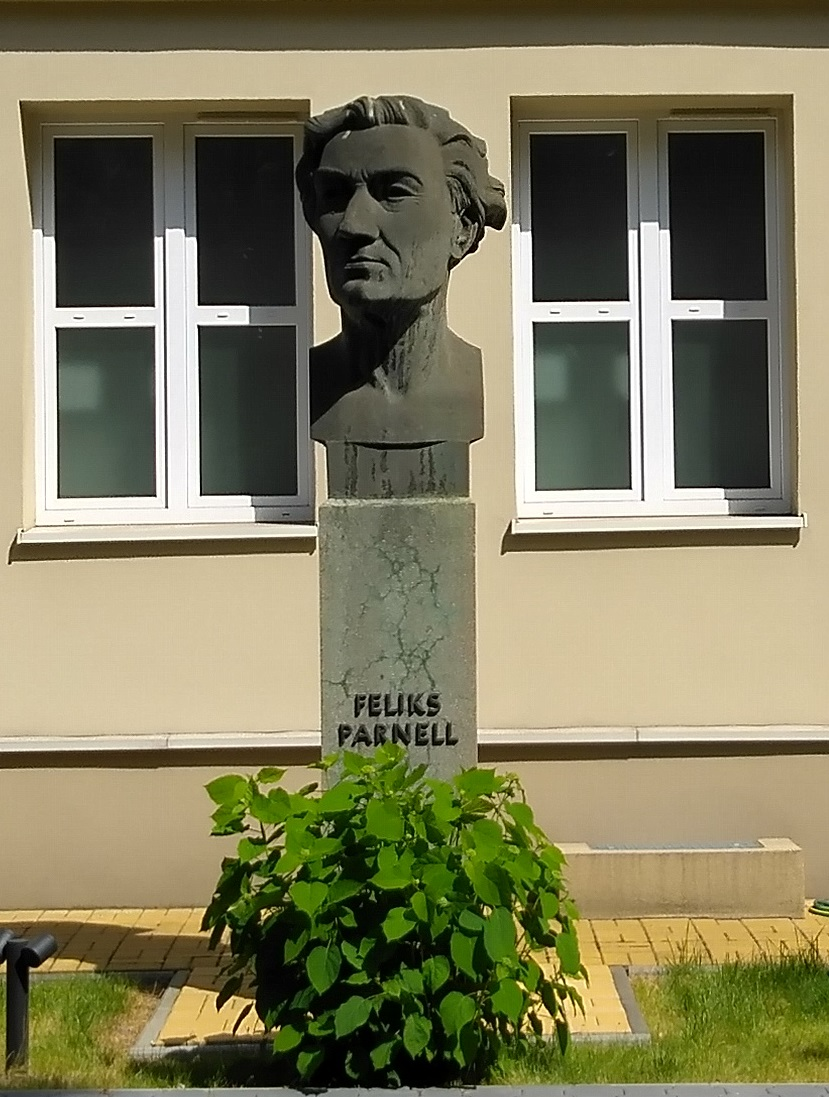
Popiersie Feliksa Parnella przy gmachu Ogólnokształcącej Szkoły Baletowej w Łodzi.